# Koekenaap
Koekenaap è un centro abitato sudafricano situato nella municipalità distrettuale di West Coast nella provincia del Capo Occidentale.

## Geografia fisica
Il piccolo centro abitato sorge sulle rive del fiume Olifants a circa 6 chilometri a valle di Lutzville e a circa 270 chilometri a nord di Città del Capo.